# Sylvestre Ilunga

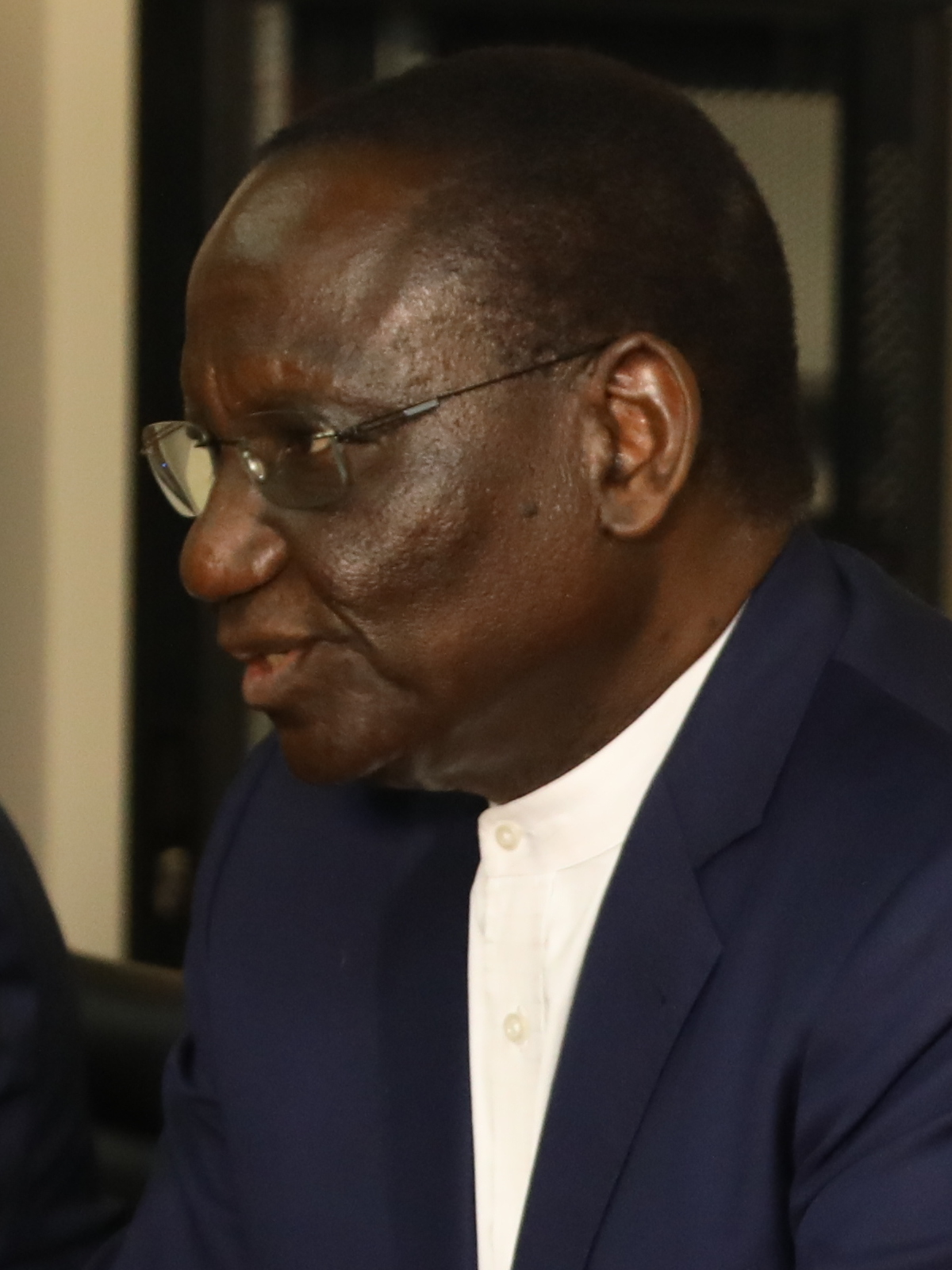
Sylvestre Ilunga

Sylvestre Ilunga Ilunkamba (* 1947 in Katanga, Belgisch-Kongo; nach anderen Quellen als zweiter Nachname Ilukamba) war von 2019 bis 2021 Premierminister der Demokratischen Republik Kongo. Zuvor bekleidete er Ämter in der Lehre, Politik und Wirtschaft.

## Leben
Ilunga wurde 1979 an der Universität Kinshasa in Wirtschaftswissenschaften promoviert und nahm dort anschließend eine Lehrtätigkeit auf. Bereits 1970 war er erstmals politisch aktiv. In den 1980er und 1990er Jahren bekleidete er im damaligen Zaire mehrere Ministerämter. Nach mehreren Tätigkeiten als Vizeminister war er 1990 Minister für Planung und von 1990 bis 1991 Finanzminister unter Mobutu Sese Seko. 1993 bis 2003 arbeitete er als assoziierter Direktor von RETINEX, einem Im- und Exportunternehmen für Nichteisenmetalle. 2003 bis 2014 arbeitete er als Exekutivdirektor für das Comité pour la réforme des enterprises du portefeuille des États (COPIREP). Ab 2014 leitete er die kongolesische Staatsbahn (SNCC). Ilunga gehört der Parti du Peuple pour la Reconstruction et la Démocratie an, der Partei des langjährigen Präsidenten Joseph Kabila.
2019 wurde Ilunga von Kabila, dessen Partei nach einer umstrittenen Wahl im Dezember 2018 die Mehrheit in der Nationalversammlung zugesprochen bekommen hatte, als Premierminister vorgeschlagen. Präsident Félix Tshisekedi, dessen Partei nur wenige Sitze im Parlament erhalten hatte, nahm den Vorschlag an. Der vormalige Premierminister Bruno Tshibala reichte darauf seinen Rücktritt ein.